# لين كنيبينبورج
لين كنيبينبورج (بالهولندية: Lynn Knippenborg) مواليد 7 يناير 1992 في فينترسفايك، هي لاعبة كرة يد هولندية تلعب كوسط مدافع. مثلت منتخب هولندا لكرة اليد للسيدات. حققت المركز الثاني في بطولة العالم لكرة اليد للسيدات 2015.

## سجل المنافسة
شاركت في البطولات التالية:
- بطولة العالم لكرة اليد للسيدات 2013
- بطولة العالم لكرة اليد للسيدات 2015
- بطولة أوروبا لكرة اليد للسيدات 2014
- بطولة أوروبا لكرة اليد للسيدات 2016

## الميداليات
| الميدالية | المسابقة                            |
| --------- | ----------------------------------- |
| فضية      | بطولة العالم لكرة اليد للسيدات 2015 |
| فضية      | بطولة أوروبا لكرة اليد للسيدات 2016 |

## روابط خارجية
- لين كنيبينبورج على موقع الاتحاد الأوروبي لكرة اليد (الإنجليزية)